# México Nuevo
México Nuevo fue un periódico que se publicó en la Ciudad de México de 1909 a 1910.

## Publicaciones
Fue fundado por Juan Sánchez Azcona, salió a la venta por primera vez el 1 de enero de 1909. Fue un periódico de franca oposición al régimen de Porfirio Díaz y de los Científicos y con tendencia favorable hacia la clase obrera.  Al igual que su fundador, la publicación apoyó la no reelección. Entre sus articulistas y colaboradores se encontraban: el propio Sánchez Azcona, Alfredo Robles Domínguez, Francisco Cossio Robelo, Manuel María Alegre, Francisco de P. Sentíes,  Roque Estrada Reynoso, Armando Mora de la Fuente, Juan Sarabia, Arturo del Castillo, Porfirio del Castillo, Hilario C. Salas, Antonio Mediz Bolio y Luis Gonzalo Mata. 
El periódico publicó en su ejemplar del 15 de junio de 1909 un manifiesto a la nación en el cual se resumían las ideas del libro de Francisco I. Madero, La sucesión presidencial en 1910. La publicación fue víctima de la represión porfirista. En marzo de 1910 su imprenta fue secuestrada, a pesar de que un mes más tarde nuevamente logró salir a la venta, cerró de forma definitiva el martes 21 de junio de 1910.